# Dolores Huerta Carrascosa
Dolores Huerta Carrascosa (Villacañas, 1974) es una arquitecta española. Desde diciembre de 2020 es directora general de Green Building Council España (GBCe).

## Trayectoria
Huerta estudió arquitectura en la Escuela Técnica Superior de Arquitectura de Madrid (ETSAM) y es arquitecta desde 1999 por la Universidad Politécnica de Madrid (UPM), especializada en Edificación. Continuó su formación en Alemania en la RWTH Aachen, la Universidad Técnica de Aquisgrán. Compagina su actividad profesional como arquitecta con la colaboración en actividades de diferentes instituciones enfocadas a la construcción.
Huerta fue secretaria técnica en Green Building Council España (GBCe) desde 2009 a 2020, coordinando las áreas de investigación en este consejo para la edificación en España. Desde diciembre de 2020 pasó a ocupar el cargo de directora general de GBCe.
Participa en debates, conferencias, simposios y eventos relacionados con la eficiencia de los edificios. También aparece entrevistada en diferentes medios de comunicación como experta en construcción. Así participó en el III Congreso ITE+3R junto al alcalde de León, Antonio Silván, la presidenta de Bosques Sin Fronteras, Susana Domínguez Lerena, y expertos en rehabilitación, regeneración y renovación urbana, como el arquitecto urbanista Juan Rubio del Val, entre otros.
Huerta es socia fundadora del estudio de arquitectura CC60 desde 2000 junto a Emilia Román López, Gloria Gómez Muñoz y Teresa Eiroa Escalada. En el proyecto ejecutado en Madrid para Bodegas Vihucas, realizó una rehabilitación que, según Huerta, se planteó con el objetivo de reutilización y reciclaje. La reutilización del palé para crear el mobiliario caracteriza este proyecto en el que se aprovechan embalajes recuperados para crear bancos o mesas, se conservan todos los elementos originales menos la tabiquería interior.